# ويليام جي. دوفي
ويليام جي. دوفي هو قاضي ومحامي وسياسي أمريكي، ولد في 29 أكتوبر 1916 في نورث برانش في الولايات المتحدة، وتوفي في 25 فبراير 2013. نشط حزبياً في الحزب الديمقراطي. وقد انتخب عضو جمعية ولاية ويسكونسن ‏.